# Picture Show (Neon Trees)
Picture Show è il secondo album in studio del gruppo musicale statunitense Neon Trees, pubblicato il 17 aprile 2012 dalla Mercury Records.

## Tracce
1. Moving in the Dark – 3:02
2. Teenage Sounds – 4:24
3. Everybody Talks – 2:59
4. Mad Love – 3:13
5. Weekend – 4:37
6. Lessons in Love (All Day, All Night) – 3:46
7. Trust – 6:05
8. Close to You – 5:08
9. Hooray for Hollywood – 3:15
10. Still Young – 5:07
11. I Am the D.J. – 5:14

Tracce bonus nella Deluxe Edition digitale
1. Show – 3:24
2. Tell Me You Love Me – 3:58
3. Take Me for a Ride – 5:38

Traccia bonus nella Deluxe Edition fisica
1. Don't You Want Me – 5:38

Traccia bonus nell'edizione iTunes
1. Drop Your Weapon – 2:34

## Formazione
- Tyler Glenn – voce, tastiera, sintetizzatore, programmazione
- Chris Allen – chitarra, cori
- Branden Campbell – basso, cori
- Elaine Bradley – batteria, percussioni, cori, voce in Mad Love

Altri musicisti
- Justin Meldal-Johnsen – chitarra, tastiera, sintetizzatore, programmazione, percussioni, cori
- Carlos de la Garza – percussioni
- Tim Bergling – tastiera in The End of the World
- David Ralicke – sassofono in Weekend
- Jordan Katz – tromba in Weekend
- Steve Baxter – trombone in Weekend

## Classifiche
| Classifica (2012)         | Posizione massima |
| ------------------------- | ----------------- |
| Stati Uniti               | 17                |
| Stati Uniti (alternative) | 5                 |
| Stati Uniti (digital)     | 10                |
| Stati Uniti (rock)        | 9                 |